# العفريت (مسلسل)
العفريت ((الكورية: 도깨비))؛ هو مسلسل تلفزيوني كوري جنوبي، عرض على قناة تي في إن من 2 ديسمبر 2016 إلى 21 يناير 2017.

## القصة
كيم شين هو عفريت حامي للأرواح يعيش سوية مع حاصد الأرواح العابس فاقد الذاكرة (غريم ريبر / وانغ يو) ويودع كلاهما أرواح من ماتوا إلى الحياة الآخرة، وفي الوقت ذاته، جي أون تاك طالبة الثانوية المتفائلة رغم واقعها المرير، تقع في حب العفريت.

## بطولة
- غونغ يو
- كيم غو أون
- لي دونغ ووك
- يون إن نا
- يوك سونغ جاي

## الاستقبال
حظي المسلسل بشعبية كبيرة عالمية، مما أدى إلى محاكاة ساخرة للدراما على مواقع التواصل الاجتماعي المختلفة، ولا سيما من قبل المشاهير والشخصيات السياسية.
على الرغم من نجاح المسلسل، تعرض المسلسل لانتقادات بسبب العديد من مواضع المنتجات الاستهلاكية، والتي جلبت ما يقدر بنحو 2-4 مليار وون كوري من الإيرادات.
عرض المسلسل على تي في ان، وهي قناة كابل / تلفزيون مدفوع والتي عادة ما يكون لديها جمهور أصغر نسبيًا مقارنة بالمحطات التلفزيونية / العامة (KBS وSBS وMBC و EBS)، تصدرت الدراما باستمرار معدلات مشاهدة تلفزيون الكابل في فترتها الزمنية، سجلت الحلقة الأخيرة نسبة 18.680% على مستوى البلاد وفقًا للنيلسن كوريا، مما يجعلها واحدة من انجح الأعمال الدراميه الكورية على قناة خاصة بكوريا الجنوبية، وضمن الاعلى تقييم في تاريخ قناة تي في ان. أصبحت أول دراما على قناة خاصة تتجاوز نسبة 20٪ من التقييمات.

## المشاهدات
| الحلقة | تاريخ البث الأصلي       | نيلسن كوريا       | نيلسن كوريا | تقييمات TNmS      |
| الحلقة | تاريخ البث الأصلي       | على الصعيد الوطني | سيول        | على الصعيد الوطني |
| ------ | ----------------------- | ----------------- | ----------- | ----------------- |
| 1      | 2 ديسمبر 2016           | 6.322٪            | 7.540٪      | 6.7٪              |
| 2      | 3 ديسمبر 2016           | 7.904٪            | 10.024٪     | 8.1٪              |
| 3      | 9 ديسمبر 2016           | 12.471٪           | 14.274٪     | 12.0٪             |
| 4      | 10 من كانون الأول 2016  | 11.373٪           | 13.768٪     | 12.7٪             |
| 5      | 16 ديسمبر 2016          | 11.507٪           | 12.075٪     | 14.0٪             |
| 6      | 17 من كانون الأول 2016  | 11.618٪           | 14.772٪     | 13.0٪             |
| 7      | 23 ديسمبر 2016          | 12.297٪           | 13.993٪     | 13.8٪             |
| 8      | 24 ديسمبر 2016          | 12.344٪           | 14.748٪     | 11.6٪             |
| 9      | 30 ديسمبر 2016          | 12.933٪           | 13.333٪     | 14.6٪             |
| 10     | 31 ديسمبر 2016          | 12.702٪           | 14.551٪     | 13.3٪             |
| 11     | 6 من كانون الثاني 2017  | 13.894٪           | 15.749٪     | 14.8٪             |
| 12     | 7 يناير 2017            | 13.712٪           | 15.680٪     | 14.6٪             |
| 13     | 13 من كانون الثاني 2017 | 14.254٪           | 16.525٪     | 15.3٪             |
| 14     | 20 من كانون الثاني 2017 | 16.043٪           | 17.767٪     | 16.3٪             |
| 15     | 21 من كانون الثاني 2017 | 16.917٪           | 18.829٪     | 17.7٪             |
| 16     | 21 من كانون الثاني 2017 | 18.680٪           | 20.986٪     | 19.6٪             |
| معدل   | معدل                    | 12.811٪           | 14.663٪     | 13.6٪             |

## روابط خارجية
- العفريت على موقع IMDb (الإنجليزية)
- العفريت على موقع نتفليكس (الإنجليزية)
- العفريت على موقع كينوبويسك (الروسية)
- العفريت على موقع قاعدة بيانات الفيلم (الإنجليزية)